# Aren Buchholz
Aren Buchholz (Saskatchewan, 3 maggio ...) è un attore canadese famoso per aver interpretato il ruolo di Jesse nella serie televisiva Quando chiama il cuore.

## Biografia
Aren Buchholz è nato e cresciuto in Saskatchewan, Canada. L'interesse di Aren per la recitazione è nato da quando ha interpretato Scrooge in una produzione scolastica di A Christmas Carol. Quella passione è continuata durante il liceo, dove ha vinto il premio come miglior attore dell'Università di Regina. L'altra passione di Aren era l’hockey sul ghiaccio, ma terminato il liceo decise di lasciare lo sport per dedicarsi alla recitazione. Si è trasferito a Vancouver e si è iscritto alla scuola di recitazione per proseguire la sua carriera nell'industria dello spettacolo.
Nel 2008 ha esordito come attore recitando nella serie Rabbit Fall. Dopo aver recitato in alcune serie come Supernatural, Professor Young e Clue, nel 2013 è apparso nel suo primo film cinematografico, Una corsa per due.
Nel 2015 è entrato nel cast della serie Quando chiama il cuore nel ruolo di Jesse, ruolo interpretato fino al 2021. Altre serie televisive da lui interpretate sono state Garage Sale Mystery, The Good Doctor e Reginald the Vampire.

## Filmografia

### Cinema
- Una corsa per due (If I Had Wings), regia di Allan Harmon (2013)
- Way of the Wicked, regia di Kevin Carraway (2014)
- When the Ocean Met the Sky, regia di Lukas Huffman (2014)
- Cheat, regia di Jaman Lloyd (2014)
- S.W.A.T. - Sotto assedio (S.W.A.T.: Under Siege), regia di Tony Giglio (2017)
- Summer of 84, regia di François Simard, Anouk Whissell e Yoann-Karl Whissell (2018)
- Whistle, regia di Jen Araki - cortometraggio (2021)
- Ondata calda (Heatwave), regia di Ernie Barbarash (2022)

### Televisione
- Rabbit Fall – serie TV, 3 episodi (2008)
- Due case per Natale (Trading Christmas), regia di Michael M. Scott – film TV (2010)
- Supernatural – serie TV, 2 episodi (2010-2014)
- Professor Young (Mr. Young) – serie TV, 1 episodio (2011)
- Clue – serie TV, 1 episodio (2011)
- Level Up – serie TV, 1 episodio (2012)
- L'incubo di una madre (A Mother's Nightmare), regia di Vic Sarin – film TV (2012)
- Dirty Wheel – serie TV (2014)
- Clue: A Movie Mystery Adventure – film TV (2014)
- Lost Girl – serie TV, 1 episodio (2015)
- Perfect High, regia di Vanessa Parise – film TV (2015)
- Mistresses – serie TV, 1 episodio (2015)
- Quando chiama il cuore (When Calls the Heart) – serie TV, 57 episodi (2015-2021)
- La marcia nuziale 2 - Il resort dell'amore (Wedding March 2: Resorting to Love), regia di David Weaver – film TV (2017)
- Garage Sale Mystery (Garage Sale Mysteries) – serie TV, 1 episodio (2017)
- Sogno d'inverno (Winter's Dream), regia di David Winning – film TV (2018)
- The Good Doctor – serie TV, 1 episodio (2019)
- Disappearance in Yellowstone, regia di Tony Dean Smith – film TV (2022)
- Avvocati di famiglia (Family Law) – serie TV, 1 episodio (2022)
- Reginald the Vampire – serie TV, 8 episodi (2022)

## Doppiatori italiani
Nelle versioni in italiano delle opere in cui ha recitato, Aren Buchholz è stato doppiato da:
- Andrea Beltramo in Quando chiama il cuore